# Бък Оуенс
Бък Оуенс (на английски: Buck Owens) е американски кънтри певец и китарист.

## Биография
Роден е на 12 август 1929 година в Шърман, Тексас.
Започва музикалната си кариера в средата на 40-те години, но първите му по-значими успехи са в края на 50-те години, когато се превръща в един от пионерите на направлението, станало известно като Бейкърсфийлдски саунд. През 60-те години, заедно със своята група Бъкарус, Бък Оуенс записва 21 песни, които достигат първо място в класацията за кънтри музика на „Билборд“.
Бък Оуенс умира на 25 март 2006 година в Бейкърсфийлд, Калифорния.